# Pampa de Tate
Pampa de Tate es una localidad peruana ubicada en la región Ica, provincia de Ica, distrito de Pachacutec. Es asimismo capital del distrito de Pachacutec. Se encuentra a una altitud de 409 m s. n. m. Tiene una población de 3678 habitantes en 1993.

## Clima
| Parámetros climáticos promedio de Pampa de Tate | Parámetros climáticos promedio de Pampa de Tate | Parámetros climáticos promedio de Pampa de Tate | Parámetros climáticos promedio de Pampa de Tate | Parámetros climáticos promedio de Pampa de Tate | Parámetros climáticos promedio de Pampa de Tate | Parámetros climáticos promedio de Pampa de Tate | Parámetros climáticos promedio de Pampa de Tate | Parámetros climáticos promedio de Pampa de Tate | Parámetros climáticos promedio de Pampa de Tate | Parámetros climáticos promedio de Pampa de Tate | Parámetros climáticos promedio de Pampa de Tate | Parámetros climáticos promedio de Pampa de Tate | Parámetros climáticos promedio de Pampa de Tate |
| Mes                                             | Ene.                                            | Feb.                                            | Mar.                                            | Abr.                                            | May.                                            | Jun.                                            | Jul.                                            | Ago.                                            | Sep.                                            | Oct.                                            | Nov.                                            | Dic.                                            | Anual                                           |
| ----------------------------------------------- | ----------------------------------------------- | ----------------------------------------------- | ----------------------------------------------- | ----------------------------------------------- | ----------------------------------------------- | ----------------------------------------------- | ----------------------------------------------- | ----------------------------------------------- | ----------------------------------------------- | ----------------------------------------------- | ----------------------------------------------- | ----------------------------------------------- | ----------------------------------------------- |
| Temp. máx. media (°C)                           | 28                                              | 28                                              | 28                                              | 26                                              | 24                                              | 22                                              | 21                                              | 20.5                                            | 22                                              | 23                                              | 24                                              | 26                                              | 24.4                                            |
| Temp. mín. media (°C)                           | 19.5                                            | 21                                              | 20                                              | 18                                              | 16                                              | 14                                              | 14                                              | 14                                              | 14.5                                            | 15                                              | 16                                              | 18                                              | 16.7                                            |
| Fuente: Accuweather                             |                                                 |                                                 |                                                 |                                                 |                                                 |                                                 |                                                 |                                                 |                                                 |                                                 |                                                 |                                                 |                                                 |